# محافظة بوكيو
 محافظة بوكيو (لاو:ບໍ່ແກ້ວ) و(بالإنجليزية:Bokeo) هي محافظة تابعة لجمهورية لاوس الديموقراطية الشعبية تقع شمال لاوس وتعتبر محافظة غنية في الأحجار الكريمة وشبه الكريمة عاصمة المحافظة هي مدينة بان هوايكساي المطلة على نهر ميكونغ .

## التقسيمات الادارية
- تنقسم المحافظة إلى 5 تقسيمات إدارية كمقاطعات (بلديات)

| 1. بان هوايكساي 2. ميونغ 3. فاي أودوم 4. تونفيونج 5. نام نو |

## معرض صور

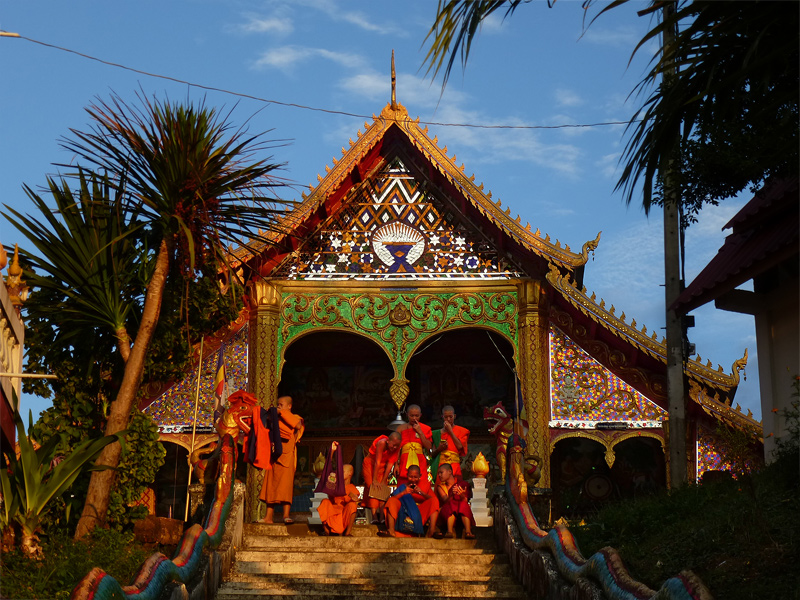
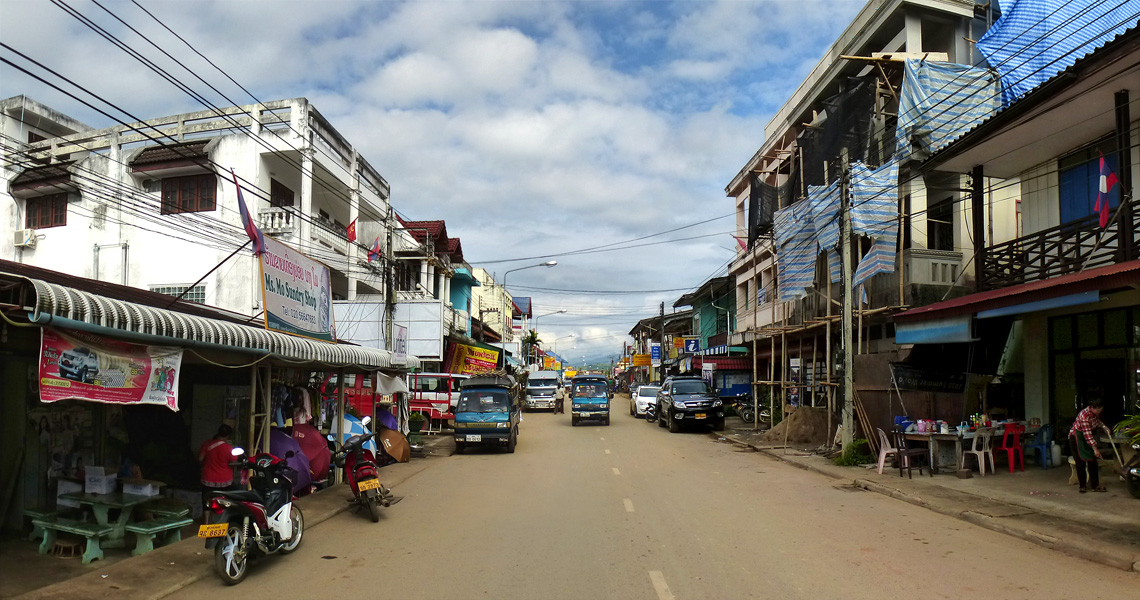
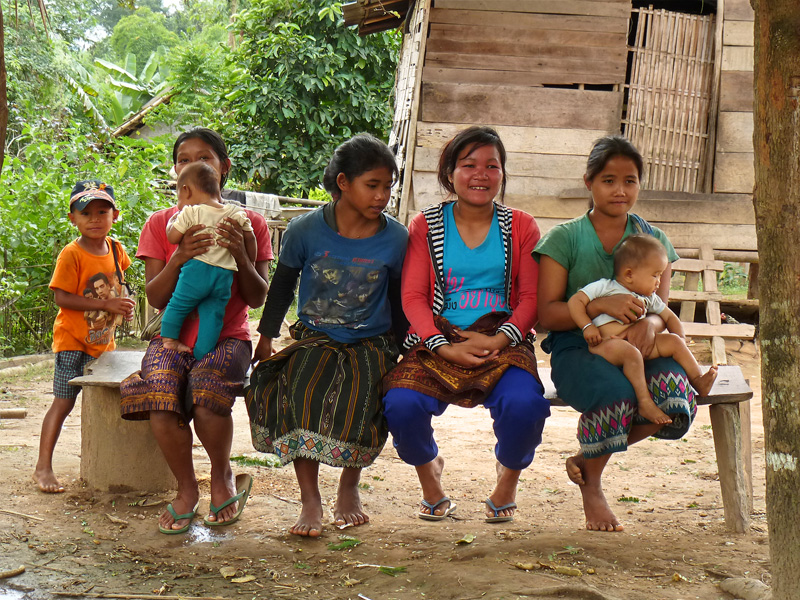
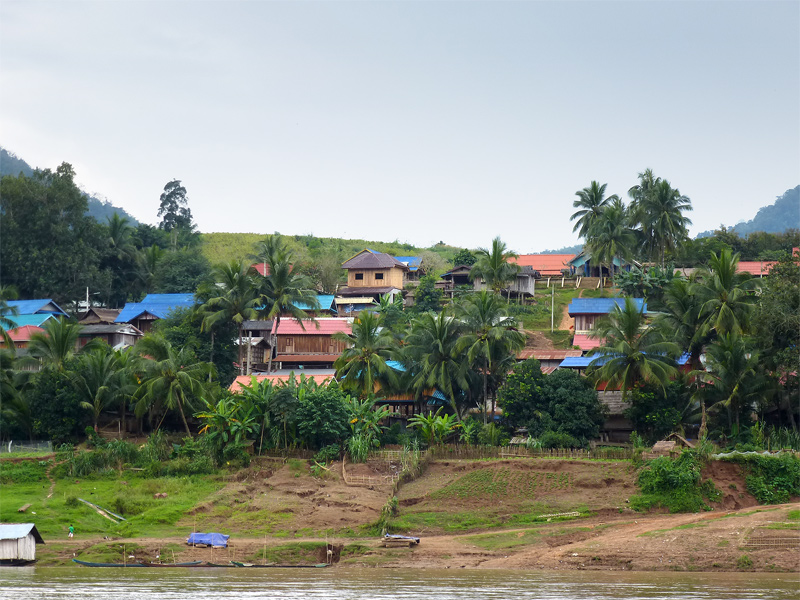